# Clocapramina
La Clocapramina es una droga antipsicótica de segunda generación (atípica), con actividad estimulante psicomotora y que pertenece a la clase del iminodibencilo. Fue aprobada en Japón para el tratamiento de la esquizofrenia. Muestra una mayor afinidad por 5-HT2A que por los receptores D2, pero tiene una actividad antagonista de la dopamina más potente que la carpipramina que pertenece a la misma clase.
La Clocapramina se comercializa en Japón en presentación por vía oral, incluyendo la forma farmacéutica en gránulos al 10%.
La clocapramina se considera equivalente o superior al haloperidol en términos de efecto antipsicótico en la esquizofrenia crónica, y es relativamente más seguro que el haloperidol. Así mismo posee mejor perfil que la Sulpirida.

## Efectos secundarios
La clocapramina puede inducir efectos secundarios motores extrapiramidales e insomnio, pero generalmente muestra baja toxicidad.